# Керекеш Юрій Юрійович
Керекеш Юрій (нар. 26 червня 1921, Великі Лучки — пом. 16 серпня 2007) — український прозаїк, драматург, громадський діяч Закарпаття.

## Життєпис
Юрій Керекеш народився в с. Великі Лучки, поблизу Мукачево. У 1926 р. сім'я виїздить на заробітки до Америки. Через 15 років, після того як батько Юрія Керекеша підірвав здоров'я на вугільних шахтах Пенсильванії, сім'я повернулася додому.
У 1944 р. Юрій закінчує медичний факультет Будапештського університету. Але лікарем з незалежних від нього причин не став.
У цей же час починає писати вірші, стає редактором газети «Закарпатська правда». Мав літературний псевдонім — Ю. Барвінок. Згодом працює директором кінотеатру у рідному селі. За виступи проти примусової колективізації позбувся роботи.
Але водночас знаходить у собі сили і заочно закінчує українську філологію в Ужгородському університеті. Починає учителювати.
У роки «перебудови» та особливо після відновлення незалежності України у 1991 р. активно включається у громадське життя. Активно діє в Товаристві української мови ім. Т. Г. Шевченка та згодом — у «Просвіті», довгими роками був відповідальним секретарем цих організацій.
Юрій Керекеш — член «Пласту». У 1997 р. обраний головою єдиного на Закарпатті Ужгородського осередку уладу пластунів-сеньйорів. З нагоди 75-ліття Пласту на Закарпатті очолив організаційний комітет, який провів міжнародну науково-практичну конференцію.
Похований на цвинтарі «Кальварія» в Ужгороді.

## Переклади
- 1989 — Комедія «Штани» Ференца Дунаї (угор. A Nadrag, переклад з угорської)